# Ivan Kotljarevski
Ivan Petrovič Kotljarevski (ukrajinsko Іван Петрович Котляревський), ukrajinski pisatelj, pesnik, dramatik in aktivist * 9. september 1769 Poltava, Kozaški hetmanat, Ruski imperij (danes Ukrajina), † 10. november 1838 Poltava, Ruski imperij (danes Ukrajina).
Kotljarjevski velja za pionirja sodobne ukrajinske književnosti. Bil je tudi veteran rusko-turške vojne.

## Biografija
Kotljarevski se je rodil v Poltavi očetu uradniku Petru Kotljarevskemu, ki je bil član plemiške družine Ogończyk. Po študiju v poltavskem semenišču (1780–1789) je delal kot učitelj plemstva na podeželskih posestvih, kjer se je seznanil z ukrajinskim ljudskim življenjem in besediščem. Med letoma 1796 in 1808 je služil v carski vojski. Kot oficir je sodeloval v rusko-turški vojni (1806–1812). Leta 1808 je vojsko zapustil in kasneje leta 1810 postal skrbnik zavoda za vzgojo otrok obubožanih plemičev. Leta 1812 je med francosko invazijo na Rusko cesarstvo organiziral 5. ukrajinski kozaški regiment v mestu Horol pod pogojem, da bo po vojni ostal kot stalna vojaška formacija. Za to je prejel čin majorja.
Sodeloval je pri uprizarjanju gledaliških predstav v rezidenci poltavskega guvernerja in bil med 1812 in 1821 umetniški vodja Poltavskega gledališča. Leta 1818 je skupaj z Vasilem Lukaševičem, V. Taranovskim in drugimi član poltavske prostozidarske lože Ljubezen do resnice (ukrajinsko Любов до істини) sodeloval pri odkupu Mihaila Ščepkina iz tlačanstva. Od leta 1827 do 1835 je vodil več človekoljubnih organizacij.

## Prvi sodobni ukrajinski pisatelj
Posmehljiva junaška pesnitev Eneida Ivana Kotljarevskega iz leta 1798 (ukrajinsko Енеїда), velja za prvo literarno delo v celoti objavljeno v sodobni ukrajinščini. Gre za ohlapen prevod Eneide N. P. Osipova iz leta 1791. Leta 1845 je Vincent Ravinski naredil tudi beloruski prevod. Čeprav je bila ukrajinščina materni jezik prebivalcev območja današnje Ukrajine, je bila na območjih pod nadzorom Ruskega imperija zatirana. Kotlarjevski je Eneido sprva razdelil samo med predstavnike takratne ukrajinske inteligence, vendar je bila nato 1798 in 1808 natisnjena brez njegovega vedenja in soglasja.
Eneida je parodija na Vergilijevo Eneido. Kotlarjevski je trojanske junake spremenil v zaporoške kozake. Kritiki verjamejo, da je bila napisana v luči uničenja vojske Zaporoške Seči po ukazu Katarine Velike.
Kotlarjevski je napisal tudi dve drami; Natalka Poltavka in Moskal-čarivnik, ki sta postali spodbuda za nastanek opere Natalka Poltavka in razvoj ukrajinskega narodnega gledališča.
Kjer ljubezen do domovine navdihne junaštvo, tam ne bo obstala sovražna sila, tam so prsa močnejša od topov.

(Любов к Отчизні де героїть, Там сила вража не устоїть, Там грудь сильніша од гармат.)— Ivan Kotlarjevski

## Zapuščina
- Po njem je imanovana Harkovska nacionalna univerza umetnosti po imenu Ivana Kotlarjevskega v Harkovu.
- V Poltavi stoji spomenik Kotlarjevskemu (postavil Fedir Lizogub).
- Po Kotlarjevskem so poimenovani številne ulice (Kijev, Poltava, Černigov, Vinica, Hmelnicki, Černivci, Priluki, Lubni, Berdičiv).